# Haus der Bayerischen Geschichte
Coordonate: 48° 21′ 53″ N, 10° 53′ 27″ E
Haus der Bayerischen Geschichte (Casa de Istorie a Bavariei) (HdBG) a fost întemeiată oficial în anul 1983. Din septembrie 1993 își are sediul în Augsburg, iar de la data de 6 octombrie 1998 a fost atașată Ministerului de Știință, Cultură, Cercetare și Artă din Bavaria.